# Aesculus tsiangii
Aesculus tsiangii là một loài thực vật có hoa trong họ Bồ hòn. Loài này được Hu & W.P.Fang mô tả khoa học đầu tiên năm 1960 publ. 1962.